# Serra de Gurp
La Serra de Gurp és una serra del terme municipal de Tremp, antigament termenal entre Gurp de la Conca i Sapeira. Alhora, aquesta serra separa les conques de la Noguera Pallaresa i la Noguera Ribagorçana i, de fet, les comarques del Pallars Jussà i l'Alta Ribagorça, tot i que, pel fet que l'antic terme ribagorçà de Sapeira va ser agregat al de Tremp, administrativament queda inclosa dins del Pallars Jussà.
Constitueix el redòs nord-occidental del poble de Gurp, i és visible des de tota la Conca de Tremp; per la banda ribagorçana, queda més amagada rere les serralades que hi ha en aquell costat.
L'extrem sud-oest de la Serra de Gurp és el Tossal Ras, de 1.329,2 m. alt., on aquesta serra enllaça amb el Serrat de Penafel (cap al sud-oest). A partir del Tossal Ras, la Serra de Gurp emprèn cap al nord-est, anant cap a la Roca Foradada (1.319,6 m. alt.), el Tossal de Codonyac (1.425,1), on la Serra de Gurp fa una branca cap al sud-est. Després enfila cap al nord, i va fins al Pico-xic (1.403,8), on hi ha la Cova del Codó i on enllaça amb el Serrat de Turmeda, cap al sud-oest, i també amb la Serra Mitjana i Montibarri, cap a l'est. Des d'aquest lloc continua cap al nord-est, passant per tot d'elevacions al voltant dels 1.400 m d'altitud (1.407,1, 1.401,9, 1.394,9, 1.397,9, 1.394,8, 1.398,9), i arribant al cap de poc més d'un quilòmetre i mig al Serrat de Comes, que en constitueix el límit nord-oriental, on assoleix els 1.437,8 i els 1.435,8. Des d'aquest serrat, la carena baixa una mica, va a buscar uns colls de muntanya i trenca cap al nord, per anar a buscar l'extrem sud-occidental de la Serra de Castellet.
Per la carena de la Serra de Gurp discorren pistes rurals, sense asfaltar, no sempre en bon estat, atesa la neu que han de suportar una part de l'any, que enllacen els vessants pallaresos i els ribagorçans de la mateixa serra.
L'extrem sud-oriental de la Serra de Gurp s'aboca damunt del poble que li dona nom: Gurp. És la zona coneguda com lo Graller, amb el Serrat de l'Esmoladora al nord-est i diferents roques significatives, com la Roca de Forns. Just damunt del poble de Gurp marca una espectacular cinglera, a la meitat de la qual hi ha tot un seguit de balmes que foren habitades en l'antiguitat, i més modernament, serviren de corrals per al bestiar. Encara actualment de vegades acompleix aquesta funció. Aquesta cinglera s'estén des de la Roca dels Corrals, al sud-oest fins al barranc de Gitader, que parteix la cinglera per la meitat, i des d'aquest barranc cap a la Roca de les Vedrines, al nord-est. Aquesta cinglera acull les coves d'en Muntaner, d'en Geneva i d'en Peixeco, entre d'altres.